# 迪克·诺斯特曼
理查德·W·诺斯特曼（英語：Richard W. Knostman，1931年8月9日—），美国NBA联盟前职业篮球运动员。